# Back River (Derwent River)
Der Back River ist ein Fluss im Süden des australischen Bundesstaates Tasmanien.

## Geografie
Der Fluss entspringt an den Westhängen des Mount Dromedary nordöstlich von New Norfolk. Von dort fließt er nach Südwesten und mündet bei Lawitta einem westlichen Vorort von New Norfolk, in den Derwent River.